# Esmeralda (1883)
«Есмеральда» — бронепалубний крейсер, побудований у Великій Британії задля Чилі, став одним з перших у відповідному підкласу крейсерів. Третій корабель чилійського флоту з такою назвою. Придбаний Японією для Імператорського флоту Японії, перейменований в «Ідзумі»(和泉) на честь провінції Японії Ідзумі, брав участь у російсько-японській війні.

## Проектування і побудова
Крейсер «Есмеральда» спроектований конструктором Джоржем Ренделом, являв собою розвиток проєкту незахищеного крейсера «Артуро Прат», з поліпшеною морехідністю і автономністю.  «Есмеральда» вразила уяву сучасників. Повністю позбавлений рангоуту, цей довгий і вузький корабель розвивав рекордну швидкість - 18,3 вузли і ніс надзвичайно потужне для своїх 2800 т водотоннажності озброєння: два 254-мм і шість 152-мм гармат  .
«Есмеральда» перший з так званих «елсвікських крейсерів», які стали замовляти у Армстронга військові флоти багатьох держав.

## Опис конструкції
Корпус сталевий гладкопалубний, з таранним форштевнем. Дві щогли і дві димові труби. Висота надводного борту 3,6 метрів, подвійного дна не передбачалося. Броньова палуба   вперше розміщена по всій довжині корабля. Броня сталева, товщина горизонтальної броньової палуби - 51 мм над льохами, 25 мм над машинами, 12,7 мм по краях.  Палуба доповнювалася скосами, які спиралися на борт на 120 см нижче ватерлінії.
Додатковий захист механізмів забезпечувалася розташованими вздовж бортів вугільними ямами. Уздовж бортів було водонепроникна переборки (коффердам), заповнені пробкою, призначеною для запобігання затоплення. За проектом основне озброєння - дві 254-мм (25-тонні) нескорострельні гармати Армстронга, встановлені в барбетах, і шість 152-мм (4-тонних) гармат Армстронга, встановлених у спонсонах.

## Служба в Чилійському флоті

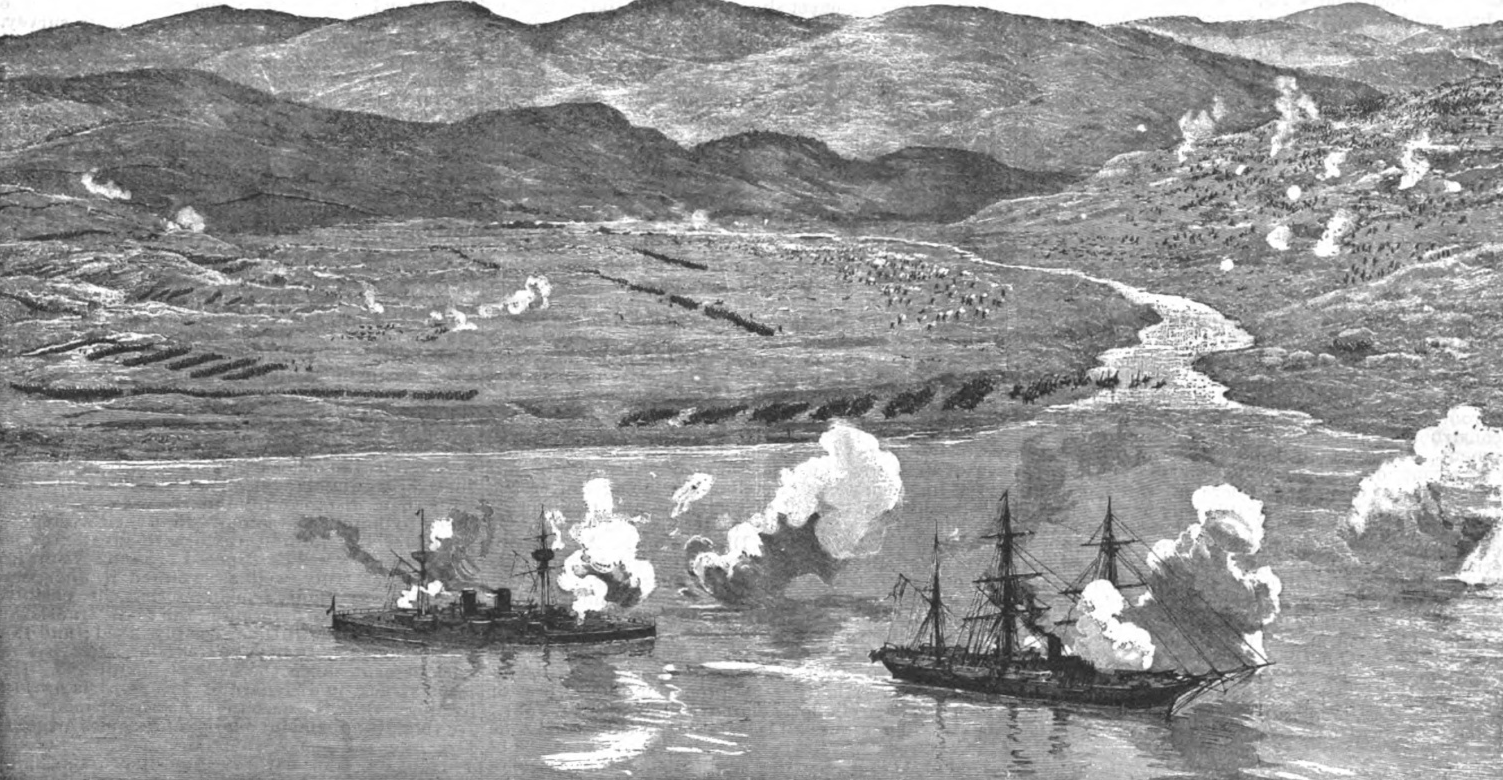
Крейсер «Есмеральда» і корабель «Магеллан» обстрілюють війська президента Бальмаседа в районі Конкон 21 серпня 1891 року

Крейсер «Есмеральда» увійшов до складу військово-морського флоту Чилі у липні 1884 року .
У 1891 році крейсер взяв активну участь в громадянській війні між прихильниками Конгресу з одного боку і прихильниками президента Хосе Мануеля Балмаседа з іншого, будучи найсильнішим бойовим кораблем конгрессіоналістов . 19 і 21 серпня 1891 року крейсер «Есмеральда» вів вогонь по берегу, забезпечуючи висадку військ конгресу, деморалізувавши вогнем своїх важких гармат урядові війська  .
У березні 1894 року корабель був відправлений на ремонт на завод-виробник для заміни котлів, встановлення нового озброєння і внесення інших змін з досвіду минулих бойових дій. Однак потім чилійським урядом було прийнято рішення про продаж корабля у Японію яка мала гостру потребу у поповненні флоту в зв'язку з початком війни із Китаєм. Для того, щоб уникнути звинувачення в порушенні нейтралітету, продаж крейсера була здійснена через Еквадор. Приймання корабля японською командою було проведена 15 листопада 1894 року на Галапагоських островах.

## Історія служби в Японському флоті

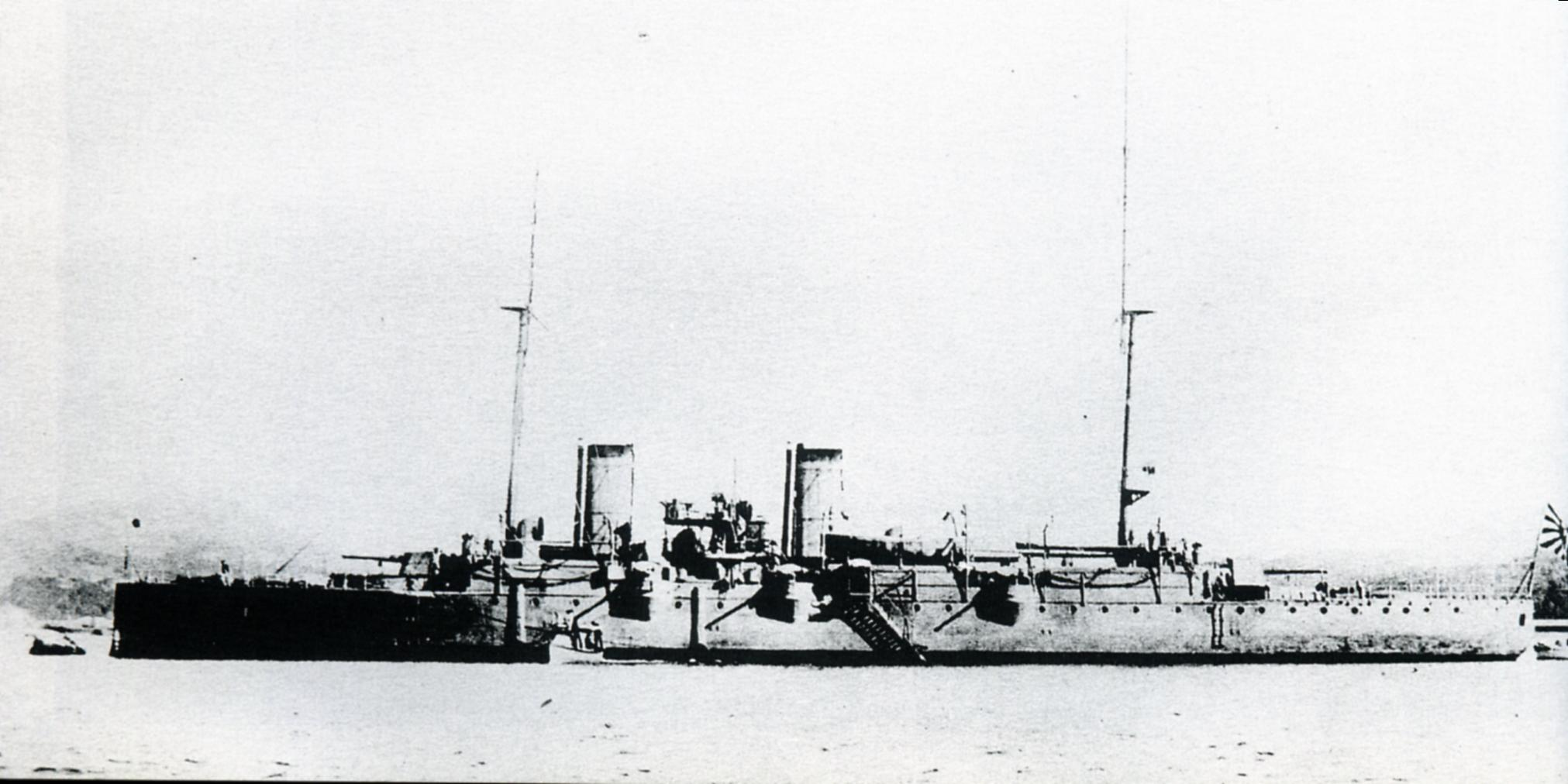
Крейсер «Ідзумі» в Сасебо у 1908 році

Крейсер був придбаний в рамках Термінової програми посилення флоту, прийнятої з початком японо-китайської війни. Зарахований до складу флоту 15 листопада 1894 року. 5 лютого 1895 року крейсер прибув до Йокосуки однак до кінця бойових дій не встиг завершити приймальні випробування.

### Подальша кар'єра
21 березня 1898 року «Ідзумі» був перекласифікований у крейсер 3-го класу.
У 1900 році в ході придушення повстання їхетуанів «Ідзумі» супроводжував транспорти з японськими військами, які забезпечували їх передислокацію у Китаї.
В 1899 і 1901 роках пройшов модернізацію, у ході якої для підвищення остійністі з крейсера зняті юойові Марси, основне артилерійське озброєння замінено на скорострільні гармати меншого калібру, замінено торпедні апарати.

### Російсько-японська війна
Перед початком російсько-японської війни крейсер «Ідзумі» увійшов до складу 6-го бойового загону 3-ї ескадри Об'єднаного флоту, спеціально сформованого для спостереження за Корейською протокою і дій проти Владивостоцького загону крейсерів. З 6 лютого 1904 року крейсер у складі свого загону приступив до сторожової служби, базуючись в порту Цушіма на острові Цусіма.
Взяв участь у Цусімській битві. «Ідзумі» став першим «повноцінним» військовим кораблем, а не допоміжним крейсером, який виявив російську ескадру. Попри те, що у ході битви потрапив під обстріл російських важких кораблів, уник серйозних ушкоджень. Пізніше брав участь у забезпеченні висадки японських військ на Сахалін.

### Завершення служби
Після завершення російсько-японської війни крейсер перекваліфікували у допоміжний корабель, а 1 квітня 1912 року виключили зі складу флоту і здали на брухт.
Носове прикраса крейсера нині зберігається на кораблі-музеї «Мікаса».